# Szánt a babám
A Szánt a babám kezdetű magyar népdalt Bartók Béla gyűjtötte Békésgyulán 1906-ban.
Feldolgozás:
| Szerző                        | Mire                       | Mű                                  | Előadás |
| ----------------------------- | -------------------------- | ----------------------------------- | ------- |
| Bartók Béla (– Kodály Zoltán) | ének, zongora              | Magyar népdalok, 10. dal            | [ 1 ]   |
| Gárdonyi Zoltán               | ének, furulya              | Szánt a babám                       |         |
| Máriássy István               | zongora vagy ének és gitár | Elindultam szép hazámból, 47. kotta |         |
| Ludvig József                 | ének, gitárakkordok        | Kis kacsa fürdik…, 11. oldal        |         |

## Kotta és dallam
| Szánt a babám, csireg- csörög sej-haj a járom. Szánt a babám a benedeki határon. Száraz a föld, hármas eke nem állja. Szép a babám, Benedeken sej- haj nincs párja. | Mondtam, babám, ne rakd meg a, sej-haj, szekeret, feltöri a villanyél a kezedet. Fából van a villa nyele, nem másból, feltöri a tenyeredet, sej-haj csunyául. |

A hármas eke nem az ekevasak számára, hanem a vas nagyságára utal.

## Felvételek
- Szánt a babám. Énekli: Kövesdy-Nagy Zsuzsanna  YouTube (2013. november 6.)  (Hozzáférés: 2016. február 21.) (audió)
- Szánt a babám csireg-csörög. Énekel: Csala Judit és Tóth Nógrád István  musicme (2013. november)  (Hozzáférés: 2016. február 21.) (audió) arch
- Szánt a babám. Ovitévé (Hozzáférés: 2016. február 21.) (audió)